# Lasse Lehtinen
Lasse Antero Lehtinen (ur. 23 stycznia 1947 w Kotce) – fiński polityk i dziennikarz, deputowany krajowy, w latach 2004–2009 poseł do Parlamentu Europejskiego.

## Życiorys
Z wykształcenia filozof, w 2002 uzyskał w tej dziedzinie stopień doktora na Uniwersytecie w Oulu. W 1962 rozpoczął pracę w zawodzie dziennikarza. Od 1968 do 1980 był radnym w Kuopio. W latach 1972–1983 zasiadał w Eduskuncie z ramienia Socjaldemokratycznej Partii Finlandii. Następnie przez siedem lat związany z dyplomacją. Później zajął się produkcją programów telewizyjnych, ponownie pracował jako dziennikarz. W latach 1999–2005 prowadził Haluatko miljonääriksi?, fińską edycję programu Who Wants to Be a Millionaire?.
W 2004 uzyskał mandat posła do Parlamentu Europejskiego. Zasiadał w grupie Partii Europejskich Socjalistów, pracował m.in. w Komisji Rynku Wewnętrznego i Ochrony Konsumentów, był wiceprzewodniczącym Delegacji do spraw stosunków z Kanadą. W PE zasiadał do 2009.
W listopadzie 2010 wybrany na przewodniczącego fińskiej ligi piłkarskiej.